# Anna Zagórska
Anna Grażyna Zagórska (ur. 14 lipca 1964 w Łodzi) – polska aktorka, dr nauk o sztukach pięknych, pedagog emisji głosu i artykulacji.

## Życiorys
W roku 1988 ukończyła studia na Wydziale Aktorskim Państwowej Wyższej Szkoły Filmowej, Telewizyjnej i Teatralnej im. Leona Schillera w Łodzi. W latach 1988–1991 była związana z Teatrem Polskim w Warszawie. W 2005 roku otrzymała stopień doktora nauk o sztukach pięknych w Akademii Teatralnej w Warszawie, gdzie następnie była wykładowcą emisji głosu i artykulacji, a ponadto w latach 2012–2015 dziekanem Wydziału Aktorskiego. Jest adiunktem na Wydziale Wokalno-Aktorskim w Akademii Muzycznej im. Stanisława Moniuszki w Gdańsku.
W 2011 roku za zasługi w działalności na rzecz rozwoju Akademii Teatralnej im. Aleksandra Zelwerowicza otrzymała Złoty Krzyż Zasługi.
Mężem aktorki jest aktor Cezary Morawski.

## Filmografia
- 1982: Pensja pani Latter − uczennica na pensji pani Latter
- 1985: Spowiedź dziecięcia wieku − dziewczyna tańcząca na zabawie
- 1988: Dekalog VIII − studentka wypowiadająca się na wykładzie Zofii
- 1991: Panny i wdowy (serial telewizyjny) − internowana
- 1991: Panny i wdowy − internowana
- 2000−2006: M jak miłość − sędzia Ula Kowalska, koleżanka Marty
- 2004−2005: Pensjonat pod Różą − Aśka, przyjaciółka Bogny (odc. 33); prawniczka (odc. 47)

Źródło:.

## Dubbing[potrzebnyprzypis]
- 2006: Ciekawski George − Maggie
- 2008: Mysi agenci − Mariola
- 2008: Lato Muminków − Filifionka
- 2009: Ciekawski George 2 − Maggie